# Лом і Джерем (департамент)
Лом і Джерем — департамент Східного регіону Камеруну. Департамент займає площу 26 345  км² і станом на 2001 рік мав 228 691 населення. Адміністративний центр департаменту знаходиться в Бертуа.

## Підрозділи
Департамент адміністративно поділений на 8 комун, а ті в свою чергу на села.

### Комуни
- Белабо

- Бертуа

- Бетаре-Оя

- Діанг

- Гаруа-Буле

- Манджоу

- Нгура